# پیر کالینگز
پیر کالینگز (انگلیسی: Pierre Collings) فیلم‌بردار و فیلم‌نامه‌نویس آمریکایی-کانادایی بود.
او در سال ۱۹۳۶ به همراه «شریدان گیبنی»، بابت نگارش فیلم‌نامهٔ داستان لوئی پاستور برندهٔ جایزه اسکار بهترین فیلم‌نامه اقتباسی شد.
از دیگر آثار او می‌توان به مشارکت در نگارش فیلم‌نامهٔ بیسکوییت حیوانی اشاره کرد.